# Morin (flavonol)
Morin es un compuesto químico. Es una sustancia de color amarillo que se puede aislar a partir de Maclura pomifera, Maclura tinctoria y de las hojas de Psidium guajava (guayaba común). En un estudio pre clínico se encontró que era un débil inhibidor de flavonoides de la sintasa de ácidos grasos probado con un IC50 de 2,33 ± 0.09μM.
Morin se puede utilizar para probar la presencia de aluminio o de estaño en una solución, ya que forma característicamente fluorescentes complejos de coordinación con ellos.

## Glucósidos
- Morin-3-O-Arabinosa[2]
- Morin-3-O-Lixosa[2]